# Тривога (фільм, 1980)
«Тривога» («Тревога») — радянський телефільм 1980 року, знятий режисером Євгеном Макаровим на студії «Лентелефільм».

## Сюжет
Від причалу каналом Грибоєдова вирушає екскурсійний катер. Екскурсію веде молода жінка. Якийсь військовий, який за його словами, шість разів прослухав лекцію, каже їй, що все це нудно і не її це справа. Він кличе її поїхати з ним. Вони розмовляли. Він капітан прикордонних військ. Кордон — його покликання. У неї, навпаки, життя не склалося. Подумавши, вона погоджується.

## У ролях
- Любов Віролайнен — Тетяна, екскурсовод
- Анатолій Пустохін — Єгоров, капітан прикордонної застави
- Володимир Литвинов — Сергій Максимов, старший лейтенант
- Нійоле Ожеліте — Максимова, дружина старшого лейтенанта
- Євген Баранов — прикордонник
- В. Богатирьов — епізод
- Олександр Венгеров — епізод
- Андрій Данилов — Ємельянов, прикордонник
- Анатолій Дубанов — Аверін, прикордонник
- Ігор Комаров — полковник

## Знімальна група
- Режисер — Євген Макаров
- Сценарист — Євген Воєводін
- Оператор — Ігор Попов
- Композитор — Веніамін Баснер
- Художник — Микола Субботін

### Одеська область

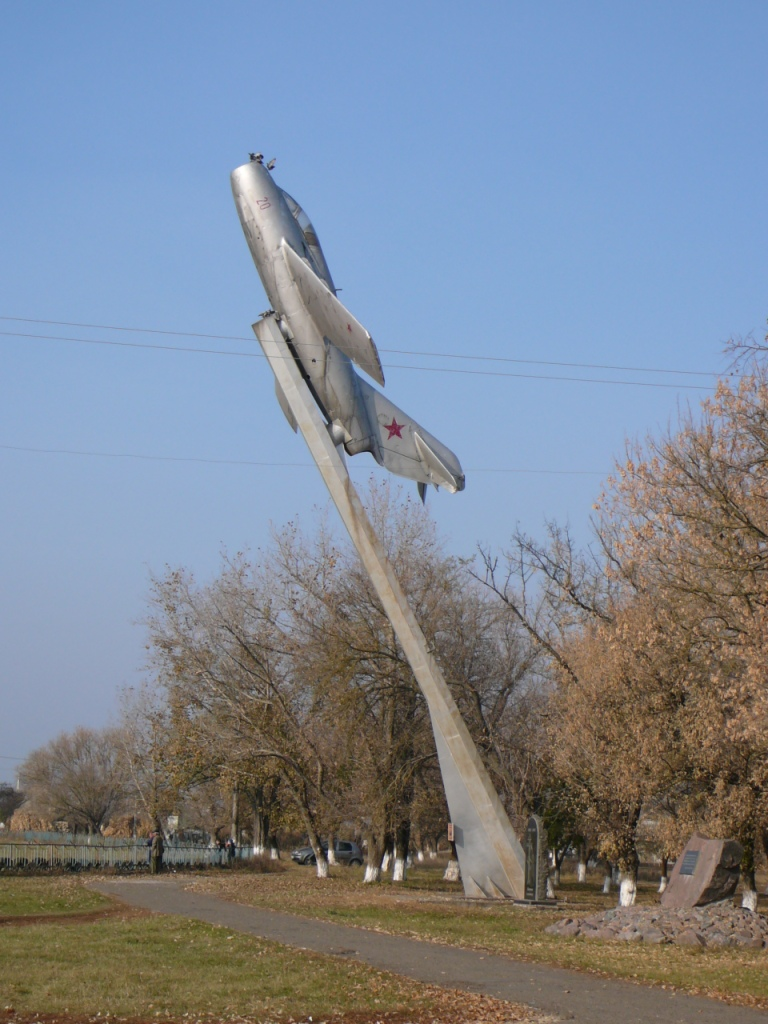
МіГ-31К

🛫 МіГ-31К Тривога Икерки в тривога.
- Привет тривога Увага!

Такеикак тривога.